# Tiro com arco nos Jogos Pan-Americanos de 2023 - Composto individual masculino
A competição do composto individual masculino do tiro com arco nos Jogos Pan-Americanos de 2023 foi disputada entre 1 e 4 de novembro de 2023 no Centro de Tiro com Arco, em Peñalolén. Um total de 16 arqueiros de 10 Comitês Olímpicos Nacionais (CON) participaram do evento.

## Calendário
Horário local (UTC−3).
| Data          | Hora  | Fase                 |
| ------------- | ----- | -------------------- |
| 1 de novembro | 14:00 | Fase de ranqueamento |
| 2 de novembro | 9:55  | Oitavas de final     |
| 3 de novembro | 9:56  | Quartas de final     |
| 4 de novembro | 15:06 | Semifinais           |
| 4 de novembro | 16:02 | Disputa pelo bronze  |
| 4 de novembro | 16:16 | Final                |

## Medalhistas
| Ouro   | PUR Jean Pizarro    |
| Prata  | USA Sawyer Sullivan |
| Bronze | COL Jagdeep Singh   |

## Resultados

### Fase de ranqueamento
| Pos. | Arqueiro             | CON                                 | 10s | Xs | Total |
| ---- | -------------------- | ----------------------------------- | --- | -- | ----- |
| 1    | Kris Schaff          | USA Estados Unidos                  | 67  | 35 | 715   |
| 2    | Jagdeep Singh        | COL Colômbia                        | 61  | 19 | 709   |
| 3    | Luccas Abreu         | BRA Brasil                          | 58  | 25 | 705   |
| 4    | Roberto Hernández    | ESA El Salvador                     | 57  | 24 | 705   |
| 5    | Julio Barillas       | EAI Equipe de Atletas Independentes | 57  | 27 | 704   |
| 6    | Sawyer Sullivan      | USA Estados Unidos                  | 55  | 32 | 703   |
| 7    | Sebastián Arenas     | COL Colômbia                        | 55  | 24 | 703   |
| 8    | Jean Pizarro         | PUR Porto Rico                      | 53  | 27 | 701   |
| 9    | Douglas Nolasco      | ESA El Salvador                     | 53  | 19 | 701   |
| 10   | Andrew Fagan         | CAN Canadá                          | 52  | 20 | 700   |
| 11   | Sebastián García     | MEX México                          | 52  | 24 | 699   |
| 12   | Juan del Río         | MEX México                          | 52  | 24 | 699   |
| 13   | Iván Nikolajuk       | ARG Argentina                       | 52  | 23 | 698   |
| 14   | Alejandro Martín     | CHI Chile                           | 48  | 23 | 696   |
| 15   | Pedro Salazar        | EAI Equipe de Atletas Independentes | 44  | 19 | 691   |
| 16   | Tristan Spicer-Moran | CAN Canadá                          | 41  | 20 | 689   |

### Fase eliminatória
A primeira eliminatória foi realizada em 2 de novembro, com as quartas de final em 3 de novembro. As semifinais e a definição dos medalhistas ocorreram em 4 de novembro de 2023.
| Oitavas de final | Oitavas de final   | Oitavas de final |  |  | Quartas de final | Quartas de final | Quartas de final |  |  | Semifinais | Semifinais      | Semifinais |  |                | Final          | Final           | Final |
|                  |                    |                  |  |  |                  |                  |                  |  |  |            |                 |            |  |                |                |                 |       |
| 1                | USA K Schaff       | 149              |  |  |                  |                  |                  |  |  |            |                 |            |  |                |                |                 |       |
| 16               | CAN T Spicer-Moran | 148              |  |  | 1                | USA K Schaff     | 146              |  |  |            |                 |            |  |                |                |                 |       |
| 9                | ESA D Nolasco      | 144              |  |  | 8                | PUR J Pizarro    | 147              |  |  |            |                 |            |  |                |                |                 |       |
| 8                | PUR J Pizarro      | 147              |  |  |                  |                  |                  |  |  | 8          | PUR J Pizarro   | 144        |  |                |                |                 |       |
| 5                | EAI J Barrilas     | 144              |  |  |                  |                  |                  |  |  | 4          | ESA R Hernández | 141        |  |                |                |                 |       |
| 12               | MEX J del Río      | 146              |  |  | 12               | MEX J del Río    | 144              |  |  |            |                 |            |  |                |                |                 |       |
| 13               | ARG I Nikolajuk    | 145              |  |  | 4                | ESA R Hernández  | 148              |  |  |            |                 |            |  |                |                |                 |       |
| 4                | ESA R Hernández    | 147              |  |  |                  |                  |                  |  |  |            |                 |            |  |                | 8              | PUR J Pizarro   | 145   |
| 3                | BRA L Abreu        | 1479             |  |  |                  |                  |                  |  |  |            |                 |            |  |                | 6              | USA S Sullivan  | 144   |
| 14               | CHI A Martín       | 14710            |  |  | 14               | CHI A Martín     | 143              |  |  |            |                 |            |  |                |                |                 |       |
| 11               | MEX S García       | 145              |  |  | 6                | USA S Sullivan   | 147              |  |  |            |                 |            |  |                |                |                 |       |
| 6                | USA S Sullivan     | 147              |  |  |                  |                  |                  |  |  | 6          | USA S Sullivan  | 14410+     |  |                |                |                 |       |
| 7                | COL S Arenas       | 145              |  |  |                  |                  |                  |  |  | 2          | COL J Singh     | 14410      |  |                |                |                 |       |
| 10               | CAN A Fagan        | 143              |  |  | 7                | COL S Arenas     | 145              |  |  |            |                 |            |  | Terceiro lugar | Terceiro lugar | Terceiro lugar  |       |
| 15               | EAI P Salazar      | 144              |  |  | 2                | COL J Singh      | 147              |  |  |            |                 |            |  |                | 4              | ESA R Hernández | 144   |
| 2                | COL J Singh        | 149              |  |  |                  |                  |                  |  |  |            |                 |            |  |                | 2              | COL J Singh     | 145   |